# سیارک ۴۴۶۵
سیارک ۴۴۶۵ (به انگلیسی: 4465 Rodita، نامگذاری:1969TD5) چهار هزار و چهارصد و شصت و پنجمین سیارک کشف شده‌است که در ۱۴ اکتبر ۱۹۶۹ کشف شد.
قدر مطلق سیارک برابر ۱۳٫۴۰ است.